# Осаро, Обобаифо
Обобаифо Осаро (англ. Osaro Obobaifo; 1 августа 1966—1991, Бельгия) — нигерийский футболист, полузащитник. Участник летних Олимпийских игр 1988 года.

## Биография
Обобаифо Осаро родился 1 августа 1966 года.
С 1986 года по 1988 год выступал в клубе чемпионата Нигерии — «Флэш Фламингос», после чего перешёл в бельгийский «Генк».
В 1985 году в составе молодёжной сборной Нигерии до 20 лет участвовал в чемпионате мира, который проходил в СССР. Нигерия стала обладателем бронзовых наград турнира, обыграв в матче за третье место СССР (0:0 основное время и 3:1 по пенальти). Осаро сыграл в шести матчах на турнире.
В составе национальной сборной Нигерии выступал с 1987 года по 1989 год, проведя в составе сборной 2 игр. В 1987 году участвовал в Кубке Неру в Индии.
В сентябре 1988 года главный тренер олимпийской сборной Нигерии Манфред Хонер вызвал Обобаифо на летние Олимпийские игры в Сеуле. В команде он получил 14 номер. В своей группе нигерийцы заняли последнее четвёртое место, уступив Югославии, Австралии и Бразилии. Осаро сыграл лишь в одной игре на турнире.
Погиб в 1991 году в автомобильной аварии в Бельгии.